# Joakim Hennings
Joakim Hennings, född 6 oktober 1969, en svensk friidrottare (medeldistanslöpare). Han tävlade för Upsala IF.